# Araneus arenaceus
Araneus arenaceus là một loài nhện trong họ Araneidae.
Loài này thuộc chi Araneus. Araneus arenaceus được Eugen von Keyserling miêu tả năm 1886.